# Polyneikes
Polyneikes var i græsk mytologi søn af Ødipus og Iokaste og dermed bror til Eteokles, Antigone og Ismene.
Da Ødipus havde valgt at forlade Theben, aftalte de to brødre Eteokles og Polyneikes, at de på skift skulle være konge et år. Eteokles startede, men ønskede ikke at afgive tronen, da det blev Polyneikes` tur. Derfor allierede Polyneikes sig med sin svigerfar Adrastos fra Argos og fem andre heroer og angreb Theben (De syv mod Theben). I kampene, der opstod, dræbte Eteokles og Polyneikes hinanden, hvorefter Ødipus' fætter Kreon blev konge.
Kreon nedlagde forbud mod at begrave Polyneikes, da denne havde ført en hær mod sin fødeby, men hans søster Antigone trodsede forbuddet, hvilket kostede hende livet.
- Wikimedia Commons har flere filer relateret til Polyneikes